# Denise Ly-Lebreton
Denise Ly-Lebreton (* 1909?; † 24. Mai 1995) war eine französische Sinologin, Autorin und Übersetzerin.

## Leben
Im Jahr 1936 heiratete Denise Lebreton in Paris Lǐ Fèngbái 李凤白 (1900–1984), einen chinesischen Studenten aus Zhǐjiāng 芷江 in Hunan.
1953 übersiedelte sie nach China und wurde Professorin an der Universität Peking. Später arbeitete sie als Lektorin und Übersetzerin am Verlag für fremdsprachige Literatur, wo sie unter anderem mit der Übersetzung der Ausgewählten Werke von Mao Zedong ins Französische befasst war.
Am 5. Oktober 1966 erschien in der Rénmín rìbào 《人民日报》 ein Bild von ihr und Mao Zedong, auf dem sie eine Rotgardisten-Armbinde trägt.
Ihre Asche wurde am Friedhof Babaoshan in Peking beigesetzt.

## Werke
- My Love for a Country. In: Living in China. By Nine Authors from Abroad. New World Press, Beijing 1979.
- Ài shì bùhuì diāoxiè de 《爱是不会凋谢的》. Verlag für fremdsprachige Literatur, Beijing 1989, ISBN 7-119-00858-7.
- La Quete de la jeunesse : 33 ans en République populaire de Chine. Verlag für fremdsprachige Literatur, Beijing 1988, ISBN 7-119-00061-6.
- Ài de xuǎnzé 爱的选择. In: Guójì réncái jiāoliú 《国际人才交流》, August 1992.